# Landammann
Der Landammann (von Land und Amtmann) ist eine schweizerische Amtsbezeichnung.

## Gegenwart
In einigen Schweizer Kantonen wird der Vorsitzende der Kantonsregierung Landammann genannt, nämlich in den folgenden zehn: Uri, Schwyz, Nid- und Obwalden, Zug, Glarus, Appenzell Ausserrhoden und Innerrhoden, Solothurn und Aargau. In den Kantonen Appenzell Innerrhoden und Glarus leitet der Landammann auch die Landsgemeinde.
Landammann ist überdies die Amtsbezeichnung des Gemeindepräsidenten von Davos.
Die übliche weibliche Bezeichnung ist Frau Landammann.

## Geschichte
Ursprünglich war der Landammann (oder Ammann) der gewählte Richter und das Oberhaupt der Landsgemeinde einer selbstverwalteten Region. In dieser Form existierte der Begriff seit dem Hochmittelalter, als er den von der Obrigkeit eingesetzten Gerichtsbeamten ablöste. Die Bezeichnung und die Funktion des Landammanns war auch in Vorarlberg und Liechtenstein gebräuchlich.
Während der Helvetik wurde das Regierungsoberhaupt der zentralisierten Helvetischen Republik ab 1802 Landammann genannt, und im wiederhergestellten Staatenbund der Mediationszeit amtete ein Landammann der Schweiz als Vertreter der Bundesgewalt gegenüber den Kantonen.
Im nach 1815 beziehungsweise 1830 erneuerten Staatsrecht der Kantone ging der Titel Landammann in zahlreichen Ständen auf den Präsidenten der Kantonsexekutive (Regierungspräsident) über, nämlich in den damaligen acht Landsgemeindekantonen Uri, Schwyz, Obwalden, Nidwalden, Zug, Glarus, Appenzell Innerrhoden und Appenzell Ausserrhoden (überall bis heute) sowie in den 1803 durch die Mediationsakte geschaffenen Kantonen Aargau (ab 1831), St. Gallen (1814/1831–2002), Tessin (1814–1831) und Waadt (1814–1831), im Jahre 1841 dann auch im ursprünglichen Stadtstaat Solothurn. «Landammann» war bis zu deren Abschaffung auf Ende 2015 auch die Bezeichnung des Präsidenten mancher Bündner Kreise.
Der Landammann hatte einst verwaltungs- und jurisdiktionelle Aufgaben wahrzunehmen. Bei der Ausübung seiner Aufgaben konnte er auch verbindliche und unverbindliche Rechtsakte erlassen und polizeiliche Ge- und Verbote aussprechen (z. B. Rechtsbote, Amtsbote). Im Zuge der sich im 19. und 20. Jahrhundert durchsetzenden Trennung der Gewalten und der Erkenntnis, dass ein Rechtsbot ein jurisdiktioneller Akt ist, musste der Landammann seine jurisdiktionellen Kompetenzen fast überall an die Gerichte abtreten.